# Bismarckstraße 16 (Bad Kissingen)

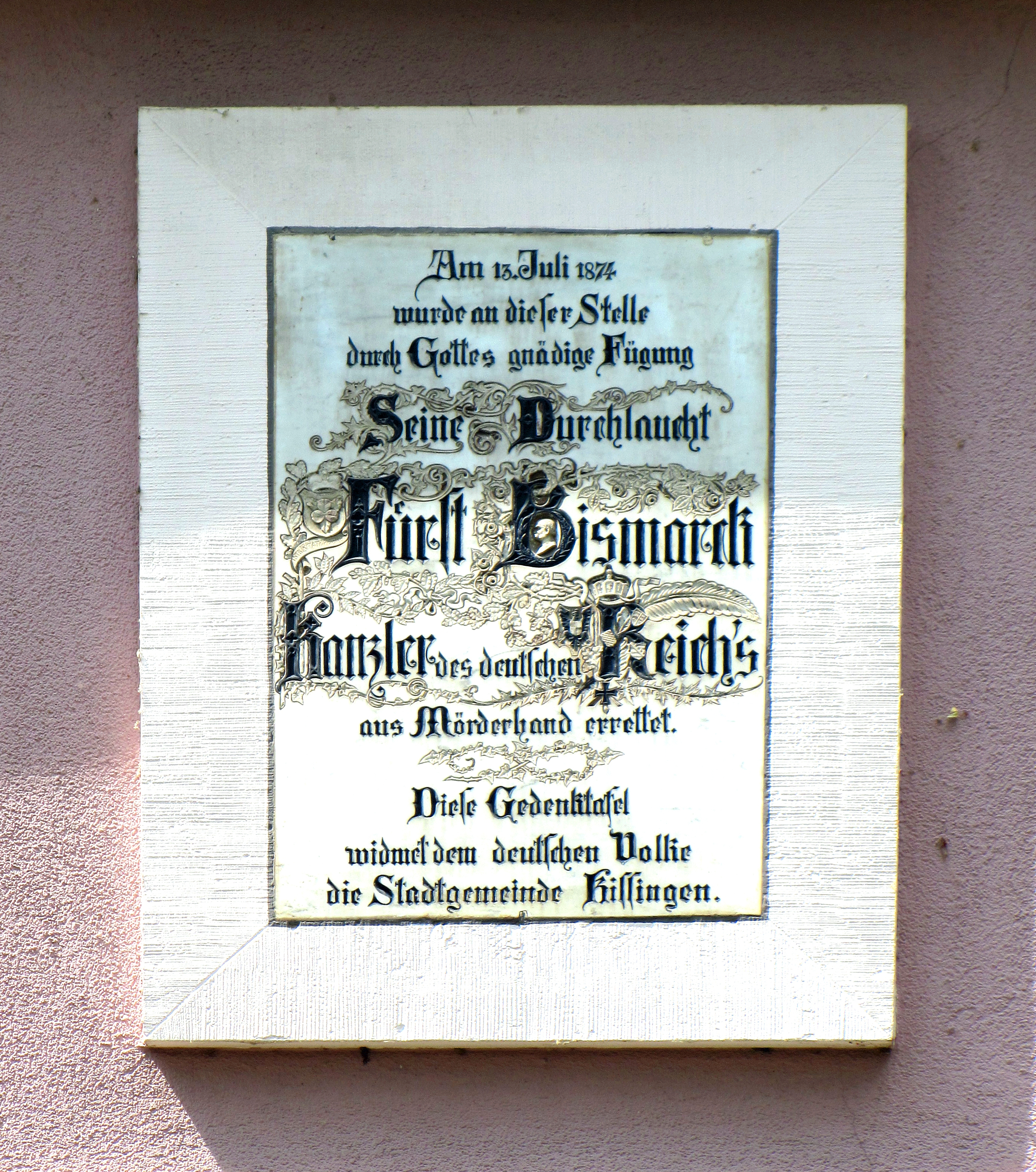
Gedenktafel in der Bismarckstraße in Bad Kissingen

Unter der Adresse  Bismarckstraße 16 in der Bismarckstraße in Bad Kissingen, der Großen Kreisstadt des unterfränkischen Landkreises Bad Kissingen befindet sich die Gedenktafel an das Attentat auf Reichskanzler Fürst Bismarck am 13. Juli 1874 in Bad Kissingen. Die Tafel gehört zu den Bad Kissinger Baudenkmälern und ist unter der Nummer D-6-72-114-276 in der Bayerischen Denkmalliste registriert.

## Geschichte

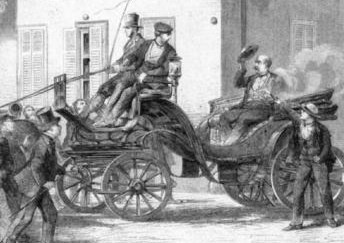
Das Attentat am 13. Juli 1874

Die Gedenktafel wurde im Jahr 1874 von Bildhauer Michael Arnold angefertigt. Am Standort der Tafel in der Bad Kissinger Bismarckstraße 16 (damals: Saalestraße) überlebte Otto vom Bismarck am 13. Juli 1874 während seines Kuraufenthaltes im Gästehaus von Edmund Diruf d. J. ein Attentat. Böttchergeselle Eduard Kullmann hatte aus Protest gegen den Kulturkampf auf den Reichskanzler geschossen, als dieser seine Unterkunft verließ. Nachdem man befürchtet hatte, Otto von Bismarck würde nicht mehr wieder kommen, absolvierte dieser seine Kuraufenthalte ab 1876 in Hausen (heute Stadtteil von Bad Kissingen) in der Oberen Saline, das heute unter anderem das Bismarck-Museum beherbergt. Am 13. August 1874 kündigte das Hammelburger Journal die Anfertigung einer Gedenktafel durch Michael Arnold an.
Am 31. August 1874 schrieb die örtliche Saale-Zeitung über die Gedenktafel: Der Künstler hat sich nicht auf einfache Ausführung der Inschrift beschränkt, sondern dieselbe nach Art der alten deutschen kaiserlichen und fürstlichen Urkunden mit reichen vergoldeten Initialen ausgestattet. Sowohl die Schrift als die Verzierungen der in weißem carrarischen Marmor gehauenen Gedenktafel sind vorzüglich ausgeführt, und der Künstler hat sonach seine Aufgabe in würdigster Weise gelöst.
Die Gedenktafel befindet sich an der Wand des damaligen Gästehauses von Edmund Diruf (heute: Heiligenfeld-„Klinik am Rosengarten“).